# Македонска-Каменица (община)
Маке́донска-Каме́ница (макед. Општина Македонска Каменица) — община в Северной Македонии. Расположена в северо-восточной части страны у границы с Болгарией, в историко-географической области Осоговия. Население составляет 8110 человек (2002 год).
Административный центр — город Македонска-Каменица.
Площадь территории общины 190,37 км².
Граничит с общинами Северной Македонии:
- на северо-западе — с общиной Крива-Паланка;
- на западе — с общиной Кочани;
- на юге — с общиной Виница;
- на юго-востоке — с общиной Делчево.

На востоке граничит с общинами Кюстендил и Невестино Кюстендилской области Болгарии.
В состав общины кроме города Македонска-Каменица входят ещё 8 сёл: Дулица, Косевица, Костин-Дол, Луковица, Моштица, Саса, Тодоровци и Цера.
Этническая структура населения в общине по переписи населения 2002 года:
- македонцы — 8055 чел.;
- сербы — 24 чел.;
- цыгане — 14 чел.;
- боснийцы — 8 чел.;
- остальные — 9 чел.

По территории общины протекает река Каменица (приток Брегалницы).